# 卡尔·奥贝格

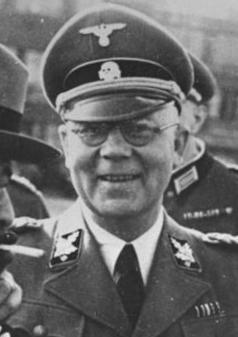
卡尔·奥贝格

卡尔·阿尔布雷希特·奥贝格（德語：Carl Albrecht Oberg；1897年1月27日—1965年6月3日）是纳粹德国的一位党卫队官员。1942年5月至1944年11月间，他曾在德占法国担任党卫队和警察高级领袖，被人称为“巴黎屠夫”。自1942年5月起，奉萊因哈德·海德里希之命，奥贝格指挥了对上百名人质的处决以及对超过四万名法国犹太人的围捕和驱逐行动，其中就包括冬赛馆事件。这些犹太人被全部抓入灭绝营。
1945年7月，奥贝格在奥地利蒂罗尔州被美国宪兵逮捕，他首先被英国军事法庭判处死刑，被英方交给法方后，他又被法国军事法庭判处死刑。1958年，法国当局将死刑判决减轻为20年监禁以及重劳役。在获得法总统夏爾·戴高樂赦免后，奥贝格最终于1962年11月28日获释。他最终于1965年6月3日死于西德。

## 早年生涯
1897年1月27日，卡尔·阿尔布雷希特·奥贝格生于汉堡，其父是一位医学教授、医生。1914年，奥贝格参军入伍，被分配到了炮兵部队，在一炮兵连担任军官。1915年11月，他被晋升为中尉，经历过西方戰線上的战斗，他获颁了一级和二级鐵十字勳章。战后，他在制造业企业工作，担任分公司经理，最终在1930年被解雇。